# Liste der Wappen in Hamburg
Diese Liste zeigt die Wappen der Freien und Hansestadt Hamburg sowie die Wappen von Ortsteilen und historische Wappen von Ortsteilen.

## Landeswappen

Kleines Staatswappen
Mittleres Staatswappen
Großes Staatswappen

### Historische Wappen

Großes Wappen Hamburgs im Deutschen Reich (1897)
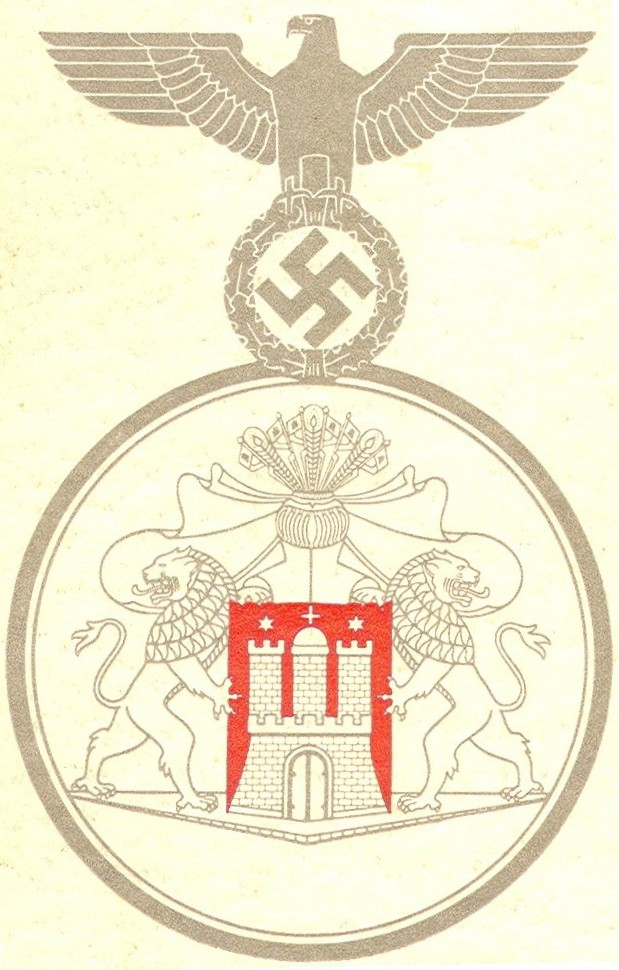
Großes Wappen Hamburgs während des Nationalsozialismus

## Bezirke (auch historische)

### Altona

Aktuelles Wappen bzw. Logo
Wappen bis 1937
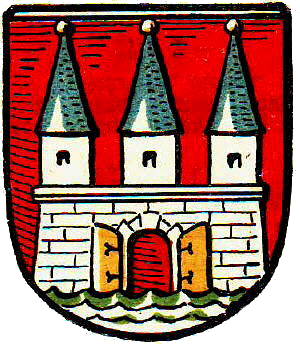
Frühere Variante
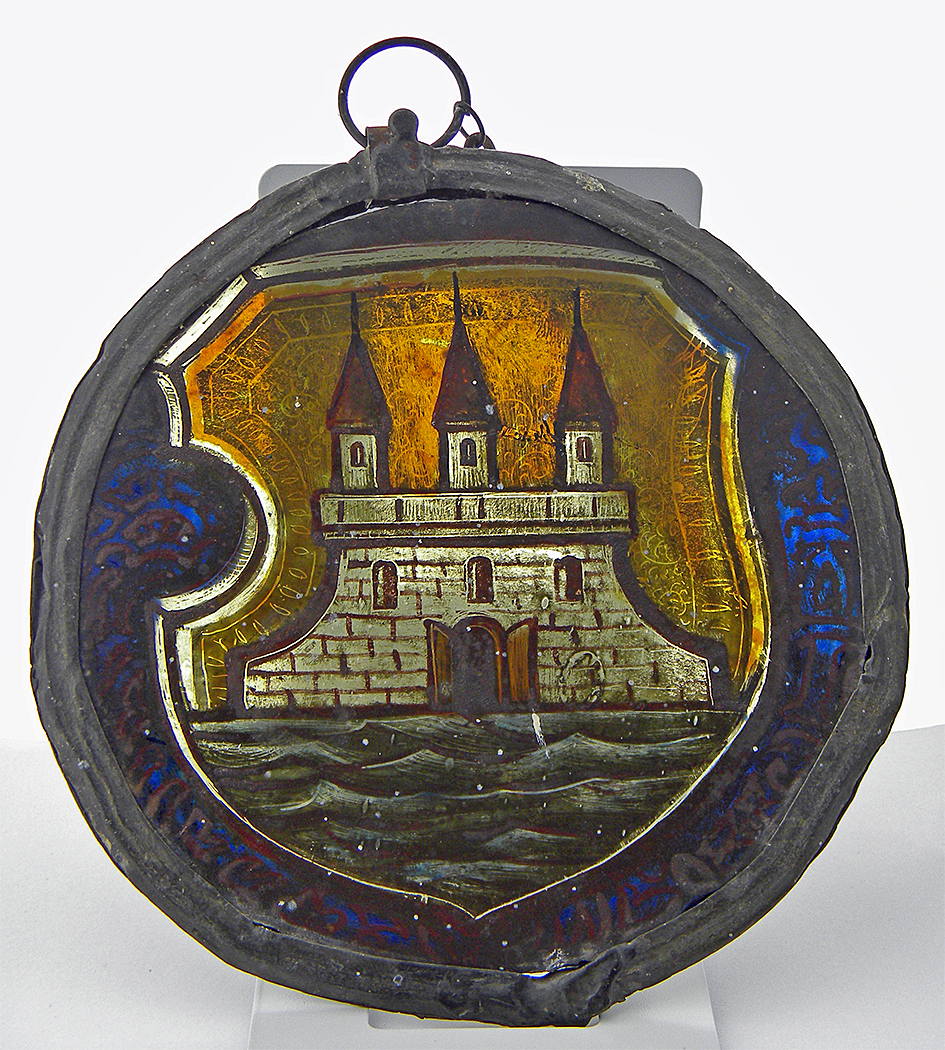
Wappen als Fensterbild

### Harburg

Aktuelles Wappen
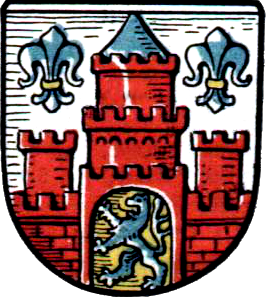
Wappen der Stadt Harburg-Wilhelmsburg 1927–1937
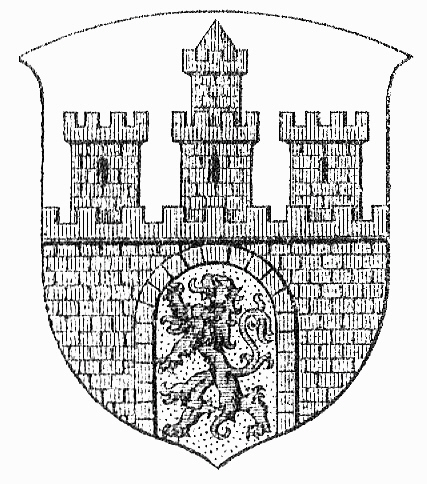
Harburg 1907

### Andere

Bergedorf[2]
Wandsbek
Eimsbüttel

## Stadtteile

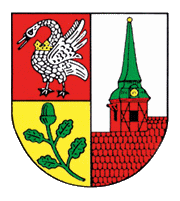
Bergstedt
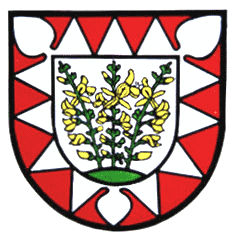
Bramfeld
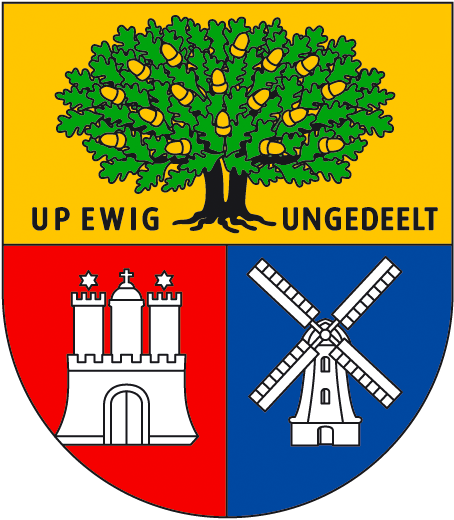
Eidelstedt
Langenhorn
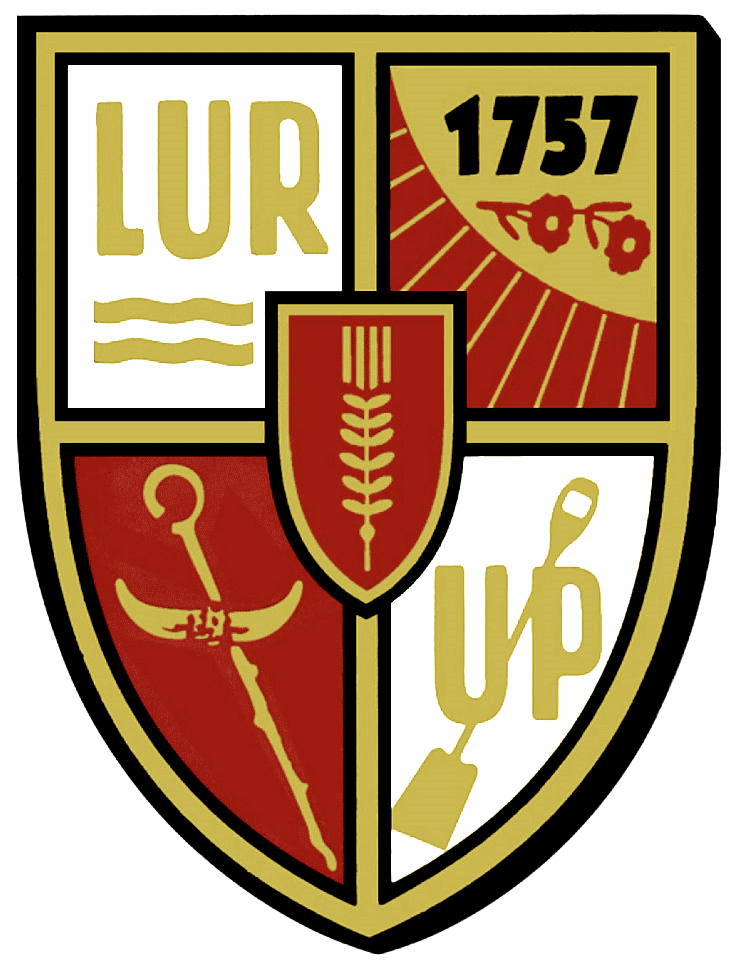
Lurup
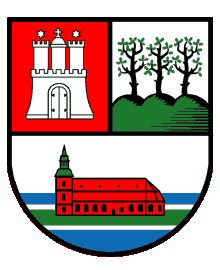
Ochsenwerder
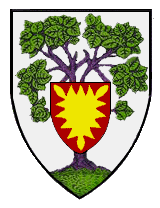
Ottensen
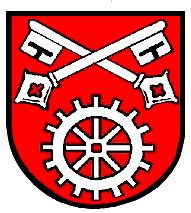
Wellingsbüttel
Wilhelmsburg